# Teddy Bunn
Theodore Leroy „Teddy“ Bunn (* 7. Mai 1910 in Freeport, Long Island, New York; † 20. Juli 1978 in Lancaster, Kalifornien) war ein US-amerikanischer Jazzgitarrist des Swing und Rhythm and Blues.

## Leben
Bunn stammte aus einer musikalischen Familie und begann als Begleiter eines Calypso-Sängers. Er machte im September 1929 Aufnahmen mit dem Orchester von Duke Ellington sowie mit Red Allen und Walter „Fats“ Pichon. Er war als Session-Musiker bei Aufnahmen gefragt. Anfang der 1930er Jahre nahm er u. a. mit dem Sänger Spencer Williams, der Blues-Sängerin Victoria Spivey und den Pianisten Clarence Profit und Jelly Roll Morton auf. 1929 bis 1931 spielte er bei den „Washboard Serenaders“ (u. a. Aufnahme von Teddys Blues 1930) und ab 1932 mit den Spirits of Rhythm, mit denen er auch 1932 bis 1937 und 1939 bis 1941 aufnahm. Die Spirits of Rhythm waren eine Band aus Perkussion, Saiteninstrumenten wie Gitarre, Bass (zeitweise Wellman Braud), einem Mandolinen-ähnlichen Instrument namens „Tiple“, manchmal Mundharmonika und häufig „Scat“-singenden Vokalisten (insbesondere Leo Watson), die in den 1930er und 1940er Jahren in den Clubs der 52. Street (besonders dem Onyx Club) in New York und in Hollywood ziemlich erfolgreich waren. Er nahm (besonders 1938 bis 1940) u. a. mit Sidney Bechet, Mezz Mezzrow und Tommy Ladnier (in dessen letzten Aufnahmen 1938), Hot Lips Page (Bluebird 1940), John Kirby, Jimmy Noone (1937), Johnny Dodds (1938) und Trixie Smith auf und 1939 eine Soloplatte bei Blue Note Records.
Bunn war mit Sidney Bechet, Frankie Newton und J. C. Higginbotham (als „Port of Harlem Jazzmen“) einer der ersten Blue-Note-Künstler. In den 1940er Jahren hatte er eigene Gruppen wie 1944 die „Waves of Rhythm“ (und die wieder aufgelegten „Spirits of Rhythm“) und wechselte zur elektrischen Gitarre, zuerst 1940 in Kalifornien als Mitglied der Band von Lionel Hampton. 1946 nahm er mit Joe Turner auf. In den 1950er Jahren war er vornehmlich in Rock-and-Roll- und Rhythm-and-Blue-Bands wie von Edgar Hayes (wie schon in den 1940er Jahren) sowie von Louis Jordan (1959). In den 1960er Jahren ließ seine Gesundheit nach (Herzprobleme), und nach mehreren Schlaganfällen 1970 war er teilweise gelähmt und erblindet. Er lebte zuletzt in San Fernando in Kalifornien.

## Sammlung
- The Pete Johnson / Earl Hines / Teddy Bunn Blue Note Sessions (1939–1940). Mosaic, 1987 – 1 LP mit Teddy Bunn g & voc